# (13052) Las Casas
(13052) Las Casas ist ein Asteroid des Hauptgürtels, der am 22. September 1990 vom belgischen Astronomen Eric Walter Elst am La-Silla-Observatorium (IAU-Code 809) der Europäischen Südsternwarte in Chile entdeckt wurde.
Der Asteroid wurde am 23. Mai 2005 nach dem spanischen Dominikaner Bartolomé de Las Casas (1484–1566) benannt, der als Bischof in den spanischen Kolonien in Amerika tätig war und wegen seines Einsatzes für die Rechte der Indios als Apostel der Indianer bezeichnet wird.